# Oxford Tower (Warschau)

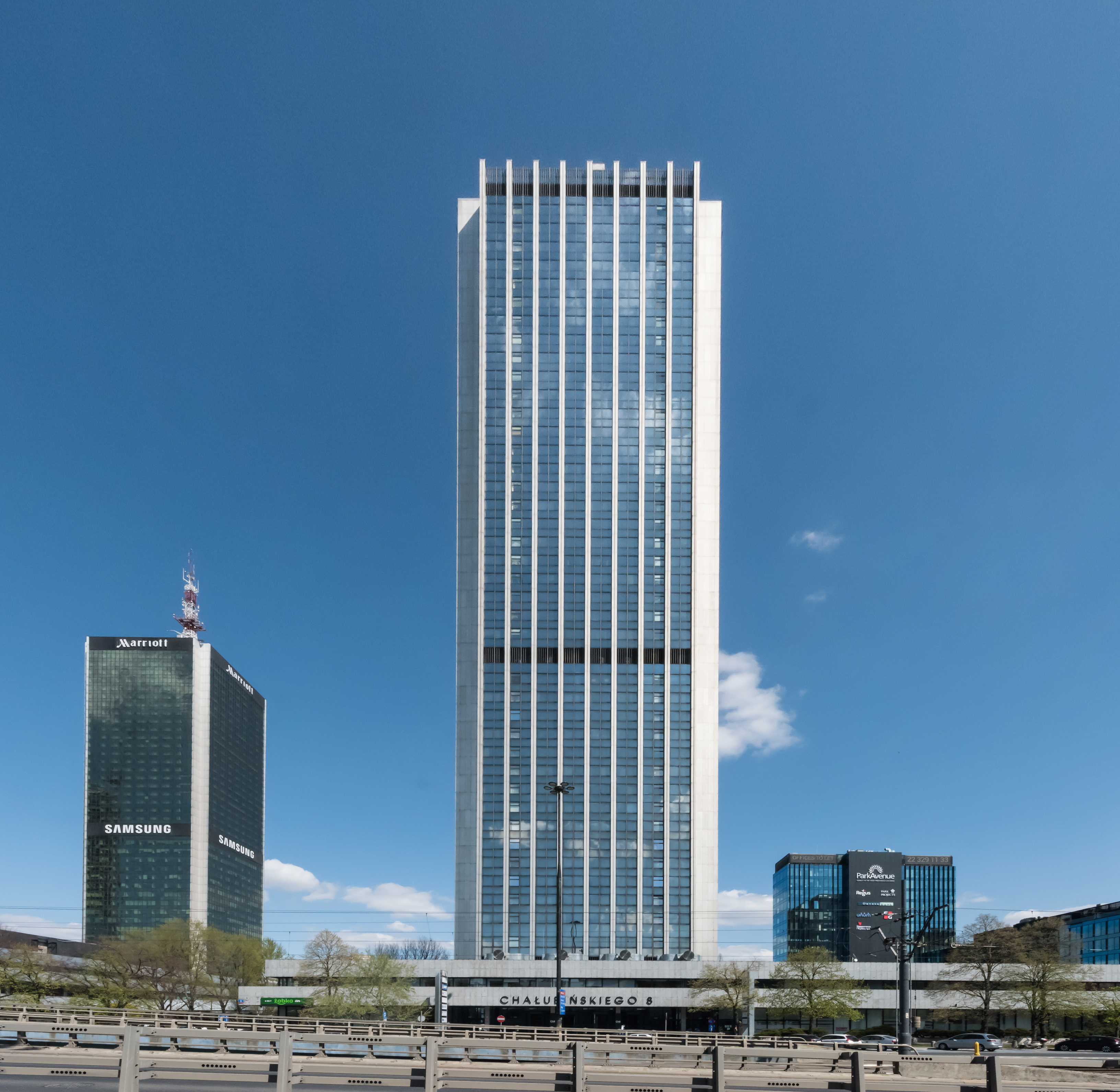
Chałubińskiego 8 (2020)

Der Oxford Tower ist ein Bürohochhaus in Warschau. Er wurde in den 1970er Jahren als Sitz der Handelsbank und der Außenhandelszentrale errichtet und gehört damit zu den wenigen modernen Hochhäusern der ersten Generation in der Stadt.

## Geschichte
Der Bau des Gebäudes dauerte von 1975 bis 1979. Der im internationalen Stil von einer schwedischen Firma errichtete Tower war das erste einer geplanten Gruppe von Hochhäusern, die westlich des Kulturpalastes entstehen sollten (Zentrum Zachodnie) und so im Zusammenspiel mit der ostwärts gelegenen Ściana Wschodnia die Dominanz des Kulturpalastes in der Stadtsilhouette abschwächen sollten. In Folge entstand noch das nur 150 Meter entfernte Centrum LIM; eine weitere Umsetzung der ursprünglichen Planung scheiterte an finanziellen Problemen.
Der Oxford-Tower befindet sich an der Ulica Tytusa Chałubińskiego 8 im Innenstadtdistrikt Warschaus. Die Architekten waren Jerzy Skrzypczak, Halina Świergocka-Kaim und Wojciech Grzybowski. Zunächst erhielt das Gebäude den Namen Intraco II (das Hochhaus Intraco I war einige Jahre früher im Norden der Stadt gebaut worden). Später wurde das Hochhaus nach dem Hauptnutzer und dessen großem Logo an der Fassade, der Elektrim S.A., auch als Elektrim-Turm bezeichnet.
In dem Film „Pan Kleks w kosmosie“ von Krzysztof Gradowski wurden 1988 im Gebäude Szenen aus der fiktiven Stanisław Lem-Grundschule gedreht. Im Jahr 2007 kaufte die First Property Group das Hochhaus (genauer: den Eigentümer, die Gesellschaft Oxford Polska). Mieter waren oder sind neben Elektrim Großunternehmen wie Allianz, Citibank, Kredyt Bank, Poczta Polska, Polferries, Pernod Ricard und verschiedene Organisationen wie staatliche Institutionen (z. B. das Ministerium für Regionalentwicklung). Heute wird es als Klasse B-Bürogebäude bewertet. Der derzeitige Eigentümer plant neben dem Bau eines Zwillingsturmes auf dem Grundstück auch eine Sanierung des Oxford-Towers.

## Architektur
Das Gebäude erreicht eine Dachhöhe von 139 Metern, mit Aufbauten sind es 150 Meter. Es verfügt über 42 oberirdische Stockwerke und 193 Parkplätze. Die Gesamtnutzfläche beträgt etwa 70.000 Quadratmeter, die Büronutzfläche 42.000. Das Hochhaus hat eine weiß-blaue Verkleidung.